# Salvatore Sechi (funzionario)
Salvatore Sechi (Tempio Pausania, 10 maggio 1935 – Roma, 5 dicembre 2015) è stato un funzionario italiano.

## Carriera amministrativa
Esperto di problemi giuridici, proviene dall'Amministrazione del Senato, dove reggeva la segreteria dell'Assemblea; quando Francesco Cossiga lo portò al Quirinale, fu nominato consigliere di Stato.
Alla Presidenza della Repubblica ha svolto funzioni di consigliere giuridico di quattro Presidenti: Francesco Cossiga, Oscar Luigi Scalfaro, Carlo Azeglio Ciampi e Giorgio Napolitano; per lunghi anni è stato titolare dell'Ufficio Affari Giuridici e Relazioni Costituzionali.
In questa veste, con Donato Marra e Loris D'Ambrosio, prende parte del Comitato di valutazione dei disegni di legge approvati dal Parlamento, ai fini del giudizio che il Capo dello Stato deve effettuare prima della promulgazione: questo comitato avrebbe segnalato le anomalie dell'istituto dell'arbitrato normato dal "collegato lavoro" del governo Berlusconi IV, determinandone il rinvio alle Camere da parte del Capo dello Stato nell'aprile 2010.